# Arneiroz
Arneiroz is een gemeente in de Braziliaanse deelstaat Ceará. De gemeente telt 7.486 inwoners (schatting 2009).
De gemeente grenst aan Mombaça, Tauá, Catarina, Aiuaba en Parambu.